# Rosa Papier
Pour les articles homonymes, voir Papier (homonymie).
Rosa Paumgartner, née Papier le 18 septembre 1858 ou le 15 septembre 1859 à Baden (alors dans l'empire d'Autriche) et morte le 9 février 1932 à Vienne, est une chanteuse d’opéra mezzo-soprano autrichienne.

## Biographie
Rosa Papier est l’élève de Mathilde Marchesi. Excellant comme interprète de Wagner, elle chante au Wiener Staatsoper de 1881 jusqu’à 1891, date à laquelle la maladie la force à mettre fin à sa carrière sur scène. En 1893, elle est nommée professeure de chant au conservatoire du Musikverein de Vienne, poste qu'elle occupe jusqu'à sa mort.
Elle est la mère du musicologue et chef d’orchestre Bernhard Paumgartner. Une rue du 23e arrondissement viennois de Liesing, a reçu son nom en 1955.